# Oxytropis lhasaensis
Oxytropis lhasaensis är en ärtväxtart som beskrevs av X.Y.Zhu. Oxytropis lhasaensis ingår i släktet klovedlar, och familjen ärtväxter. Inga underarter finns listade i Catalogue of Life.